# Mark Hatfield
Mark Odom Hatfield, né le 12 juillet 1922 à Dallas dans l'Oregon et mort le 7 août 2011 à Portland, est un homme politique américain.

## Biographie
Mark Hatfield naît à Dallas dans l'Oregon. Il est le fils unique de Charles Hatfield et Dovie Odom Hatfield et a été éduqué dans la foi chrétienne baptiste . Il passe l'essentiel de sa jeunesse à Salem.
Diplômé de l'université Willamette en 1943, il sert dans la United States Navy pendant la Seconde Guerre mondiale. Lieutenant, il participe aux batailles d'Iwo Jima et Okinawa. Après un diplôme de Stanford en 1948, il devient enseignant associé de science politique à l'université Willamette.
Il siège à la Chambre des représentants de l'Oregon de 1951 à 1955, puis au Sénat de l'Oregon. En 1957, il est élu secrétaire d'État. Deux ans plus tard, âgé de 36 ans, il devient le plus jeune gouverneur de l'Oregon en battant le démocrate sortant Robert D. Holmes (en). Il est réélu en 1962. Durant ses deux mandats, l'économie de l'Oregon prospère notamment grâce aux nouvelles technologies et à la santé. Gouverneur, il est la première personnalité républicaine d'envergure nationale à s'opposer à la guerre du Viêt Nam.
En 1966, il se présente au Sénat des États-Unis. Il affronte le représentant démocrate Robert B. Duncan. Alors que les Orégonais sont majoritairement favorables à la guerre du Viêtnam, Hatfield est distancé dans les sondages par Duncan. Durant la campagne, il reçoit cependant le soutien de l'autre sénateur de l'État, le démocrate Wayne Morse (en), en raison de son opposition à la guerre. Critique de la politique du président Johnson défavorable à l'industrie du bois, il est élu de justesse face à Duncan. Il est réélu en 1972, 1978, 1984 et 1990.
Durant sa carrière, il est épinglé à deux reprises pour des questions d'éthique. En 1984, sa femme reçoit 55 000 dollars d'honoraires immobiliers provenant d'un riche financier grec dont Hatfield soutient le projet de pipeline,. En 1992, la commission d'éthique du Sénat le critique pour ne pas avoir rapporté les cadeaux (pour plusieurs milliers de dollars) du président de l'université de Caroline du Sud, qui a donné une bourse à l'un de ses fils.

### Vie privée
En 1958, il épouse Antoinette Kuzmanich avec qui il a quatre enfants : Mark Jr., Charles, Elizabeth et Theresa.
Il est devenu chrétien baptiste  et a été membre de l’église baptiste de Salt Creek à Dallas, Oregon .

## Positions politiques
Hatfield est considéré comme l'un des sénateurs les plus « libéraux » (au sens américain du terme) du Parti républicain. Baptiste pratiquant, il s'oppose à l'avortement, à la peine de mort et à la guerre (au Viêtnam puis dans le golf). En 1995, il est le seul républicain à voter contre l'inscription dans la Constitution de l'obligation de présenter un budget équilibré ; l'amendement est rejeté à une voix près.